# Verzorgingsplaats Drielander
Verzorgingsplaats Drielander is een Nederlandse verzorgingsplaats gelegen aan de A28 Groningen-Utrecht in de gemeente Harderwijk.
In 2006 verkreeg Texaco Nederland BV het huurrecht voor de komende vijftien jaar door het hoogste bod uit te brengen op de veiling voor benzinestations, namelijk € 2.645.513.
De nabijgelegen wijk van Harderwijk heet Drielanden.
In 2021 is het tankstation op de verzorgingsplaats Drielander wederom geveild. Voor een bedrag van € 5.212.000 heeft de hoogste bieder, EG Retail, de huurrechten wederom voor een periode van vijftien jaar verkregen. De Texaco-formule werd voortgezet.
Richting Groningen: Vanenburg · Dasselaar · Leuvenhorst · Willemsbos · De Kraaienberg · Bornheim · De Markte · Dekkersland · Lageveen · Smalhorst · Peelerveld · Glimmermade
Richting Utrecht: Witte Molen · Zeijerveen · De Mussels · Panjerd · Haerst ·  't Loo · Vosbergen · De Haere · Hendriksbos · Drielander · Oldenaller · Hooglanderveen